# آرون موتن
آرون کلیفتون موتن (انگلیسی: Aaron Clifton Moten؛ زادهٔ ۲۸ فوریه ۱۹۸۹) بازیگر آمریکایی است. او بازیگری را از جوانی با بازی در برنامه تئاتر مدرسه خود آغاز کرد. پس از فارغ‌التحصیلی از مدرسه جولیارد، او بازیگری حرفه‌ای را در شهر نیویورک آغاز کرد و در گروه بازیگران اصلی سریال کمدی تلویزیونی گسیخته (۲۰۱۷–۲۰۱۸) حضور داشت. در دهه ۲۰۲۰، موتن در بعدی (۲۰۲۰)، پدر استو (۲۰۲۲)، رهاسازی (۲۰۲۲) و فال‌اوت (۲۰۲۴) به ایفای نقش پرداخت.

## زندگی و حرفه
آرون موتن در ۲۸ فوریه ۱۹۸۹ در آستین، تگزاس به دنیا آمد. او در مدرسه اسقفی سنت استفان تحصیل کرد، در آنجا بازیگری را در ۱۲ سالگی پس از ایفای نقش اصلی در نمایشنامه پیشگویان اثر جیم لئونارد آغاز کرد. او پس از آن در برنامه تئاتر مدرسه‌اش شرکت کرد. موتن بازیگری حرفه‌ای را در شهر نیویورک آغاز کرد و در سال ۲۰۱۱ از مدرسه جولیارد فارغ‌التحصیل شد در آن سال، او در نمایش هیاهوی بسیار برای هیچ اثر شکسپیر به روی صحنه رفت. در سال ۲۰۱۲، او در احیای نمایش یک تراموا به نام هوس در برادوی حضور یافت و در یک قسمت آزمایشی برای مینی‌سریال عدالت جنایی از شبکهٔ اچ‌بی‌او نقش‌آفرینی کرد.

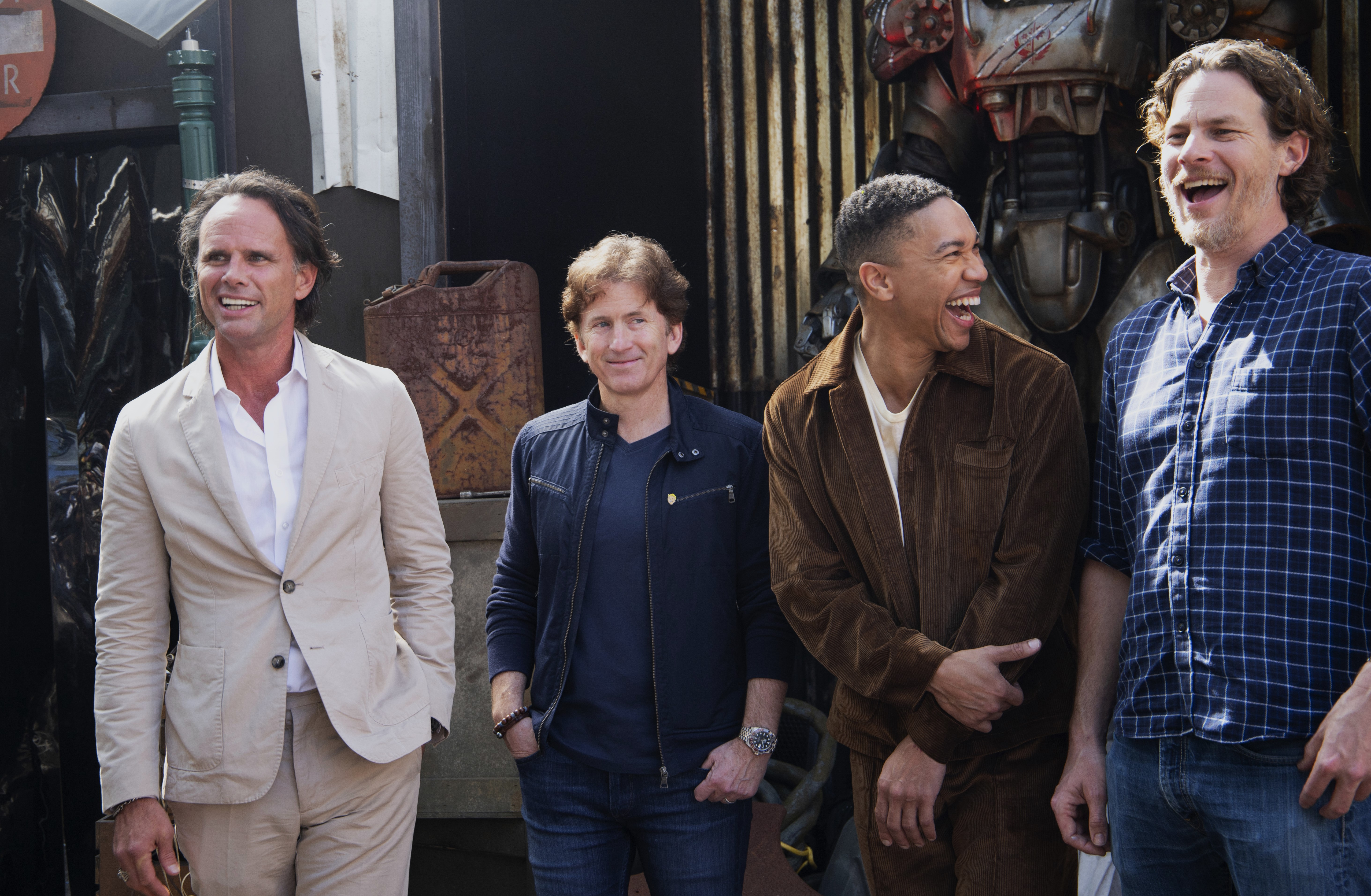
موتن (سوم از چپ) با والتون گوگینز، تاد هاوارد و جاناتان نولان در جنوب از جنوب غربی ۲۰۲۴

موتن در نقش آوری در نمایشنامه فلیک (۲۰۱۳) اثر آنی بیکر ظاهر شد، که برای آن نامزد دریافت جایزه دراما دسک در رشتهٔ بازیگر برجسته در نمایش شد. در تلویزیون، او در سریال کمدی شبکهٔ نتفلیکس با نام گسیخته (۲۰۱۷–۲۰۱۸) ظاهر شد. در سال ۲۰۲۰، او در نقش کارمند اف‌بی‌آی بن در سریال درام بعدی بازی کرد. در سال ۲۰۲۲، موتن در فیلم پدر استو، و فیلم اکشن تاریخی رهاسازی بازی کرد. در سال ۲۰۲۴، موتن در سریال تلویزیونی پساآخرالزمانی فال‌اوت در نقش ماکسیموس، یکی از اعضای انجمن برادری فولادی، حضور داشت.

## فیلم‌شناسی

### فیلم
| سال  | عنوان      | نقش    | یادداشت |
| ---- | ---------- | ------ | ------- |
| ۲۰۱۵ | ریکی و فلش | تروی   |         |
| ۲۰۱۶ | تغییر شکل  | لوئیس  |         |
| ۲۰۱۹ | پسر بومی   | تونی   |         |
| ۲۰۲۲ | پدر استو   | ژامبون |         |
| ۲۰۲۲ | آزادی      | نولز   |         |

### تلویزیون
| سال       | عنوان           | نقش                | یادداشت                |
| --------- | --------------- | ------------------ | ---------------------- |
| ۲۰۱۶      | شب از           | پیتی               | مینی سریال ۴ قسمتی     |
| ۲۰۱۶      | موتزارت در جنگل | اریک وینکل اشتراوس | نقش تکرارکننده، ۶ قسمت |
| ۲۰۱۷–۲۰۱۸ | از هم گسیخته    | تراویس             | نقش اصلی، ۲۰ قسمت      |
| ۲۰۲۰      | بعد             | بن                 | نقش اصلی، ۱۰ قسمت      |
| ۲۰۲۴      | فال‌اوت          | ماکسیموس           | نقش اصلی ۸ قسمت        |

### صحنه
| سال  | عنوان                  | نقش    | یادداشت                                                  |
| ---- | ---------------------- | ------ | -------------------------------------------------------- |
| ۲۰۱۱ | هیاهوی بسیار بر سر هیچ | کلودیو | تولید تئاتر دو رودخانه                                   |
| ۲۰۱۳ | فلیک                   | آوری   | نامزد دریافت جایزه دراما دسک برای بازیگر برجسته در نمایش |